# Communauté de communes Pontgibaud Sioule et Volcans
Die Communauté de communes Pontgibaud Sioule et Volcans ist ein ehemaliger französischer Gemeindeverband mit der Rechtsform einer Communauté de communes im Département Puy-de-Dôme in der Region Auvergne-Rhône-Alpes. Sie wurde am 14. Dezember 2009 gegründet und umfasste sieben Gemeinden. Der Verwaltungssitz befand sich im Ort Pontgibaud.

## Historische Entwicklung
Mit Wirkung vom 1. Januar 2017 fusionierte der Gemeindeverband mit  
- Communauté de communes de Haute Combraille und
- Communauté de communes de Sioulet Chavanon

und bildete so die Nachfolgeorganisation Communauté de communes Chavanon Combrailles et Volcans.

## Ehemalige Mitgliedsgemeinden
1. Bromont-Lamothe
2. Chapdes-Beaufort
3. La Goutelle
4. Montfermy
5. Pontgibaud
6. Saint-Jacques-d’Ambur
7. Saint-Pierre-le-Chastel